# Ōshio Heihachirō

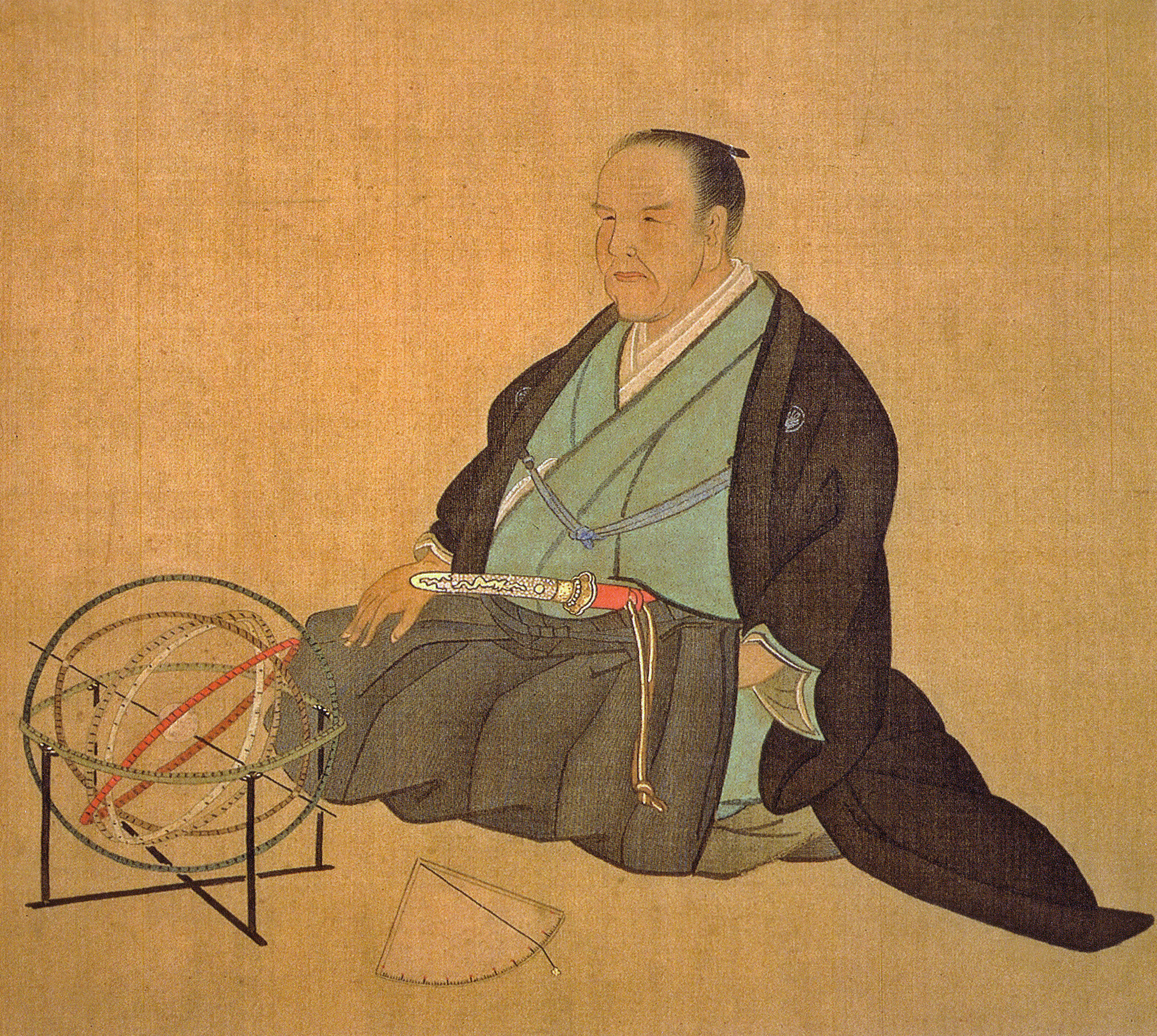

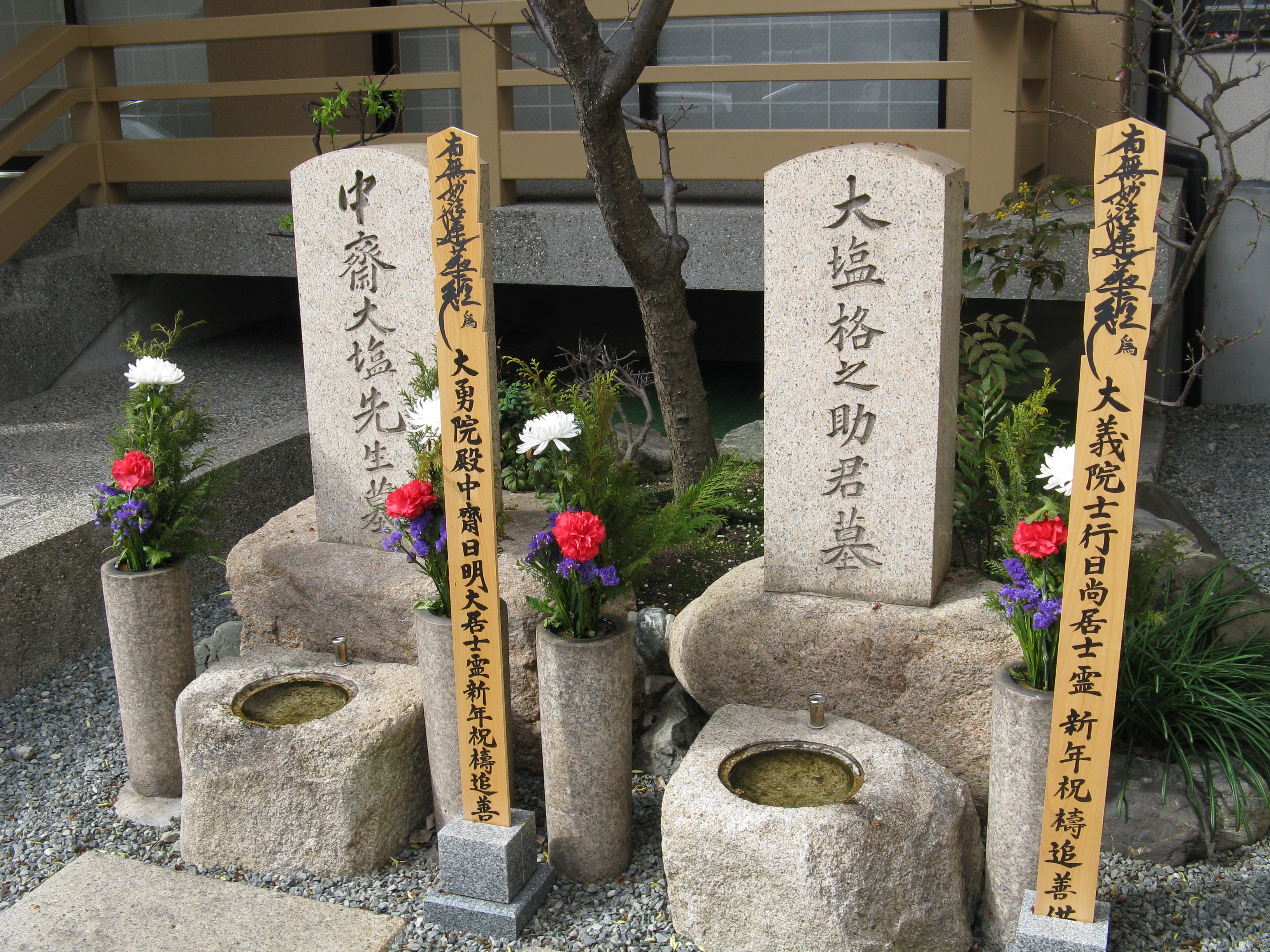
Grab Ōshio, Vater und Sohn

Ōshio Heihachirō (japanisch 大塩 平八郎; geboren 4. März 1793 in Osaka?; gestorben 1. Mai 1837) war ein japanischer Neo-Konfuzianist und Idealist.

## Leben und Wirken
Ōshio Heihachirōs Herkunft ist unbekannt. Als Jugendlicher besuchte er einen Ausbildungskurs, um eine Art Polizist unter dem Shogunat zu werden. Er begann auch ein Studium des Neo-Konfuzianismus, wobei er sich schließlich auf die Ideen von Wang Yangmin, die Yōmei-Lehre (陽明学), konzentrierte. Das führte zu einem Engagement für eine Justiz des Volkes.
1830 nahm Ōshio seinen Abschied aus dem Staatsdienst und gründete eine Schule mit dem Namen Senshindō (洗心洞), in der er die Ideen von Wang lehrte. Seinen Unterrichtsstoff publizierte er 1833 als „Senshindō satsuki“ (洗心洞さ付). Ōshios Thema war, dass die Reichen und Ranghohen das Recht nicht in Übereinstimmung mit den zeitlosen Idealen der Güte bestimmten, sondern anhand der sozialen Stellung.
1835 und 1836 kam es wegen schlechter Ernten zu einer großen Hungersnot im Kansai-Gebiet, die – mit Hinweis auf den gerade gültigen Ära-Namen – als „Tempō-Hungersnot“ (天保飢饉, Tempō Kikin) in die Geschichte eingegangen ist. Nachdem Ōshio vergeblich die Regierung um Hilfe gebeten hatte, rief er die Landbevölkerung und auch die armen Städter zum Kampf gegen Ungerechtigkeit und Unterdrückung auf. Am 19. Februar 1837 griff Ōshio Regierungsgebäude an und setzte Teile von Osaka in Brand, in der Hoffnung, dort einen größeren Aufstand auszulösen. Ein Viertel von Osaka, einschließlich der Lagerhäuser der Regierung, wurde in zwei Tagen des Chaos und des Feuers zerstört.
Der Aufstand wurde niedergeschlagen, Ōshio, von den Regierungstruppen gestellt, nahm sich das Leben. Auch sein Sohn Chūsai (中斎) nahm sich das Leben. Beide sind am Tempel Jōshō-ji (常照寺) in Osaka bestattet.